# Branson (Missouri)
Branson ist eine City im Taney County und Stone County im US-Bundesstaat Missouri. Die Stadt hat 12.638 Einwohner (2020) und liegt 64 km südlich von Springfield, 88 km nordöstlich von Rogers, 124 km südöstlich von Joplin, 254 km nordöstlich nach Tulsa, 267 km südwestlich von Columbia, 346 km südwestlich von St. Louis und 297 km südöstlich von Kansas City in deren Ballungsraum. Branson liegt in unmittelbarer Nähe des Stausees Lake Taneycomo am White River und an der Route 76.
Trotz ihrer recht abgeschiedenen Lage wird die Stadt auch als „The Live Entertainment Capital of the World“ oder als „Familienfreundliches Las Vegas“ mit jährlich fast acht Millionen Besuchern bezeichnet.

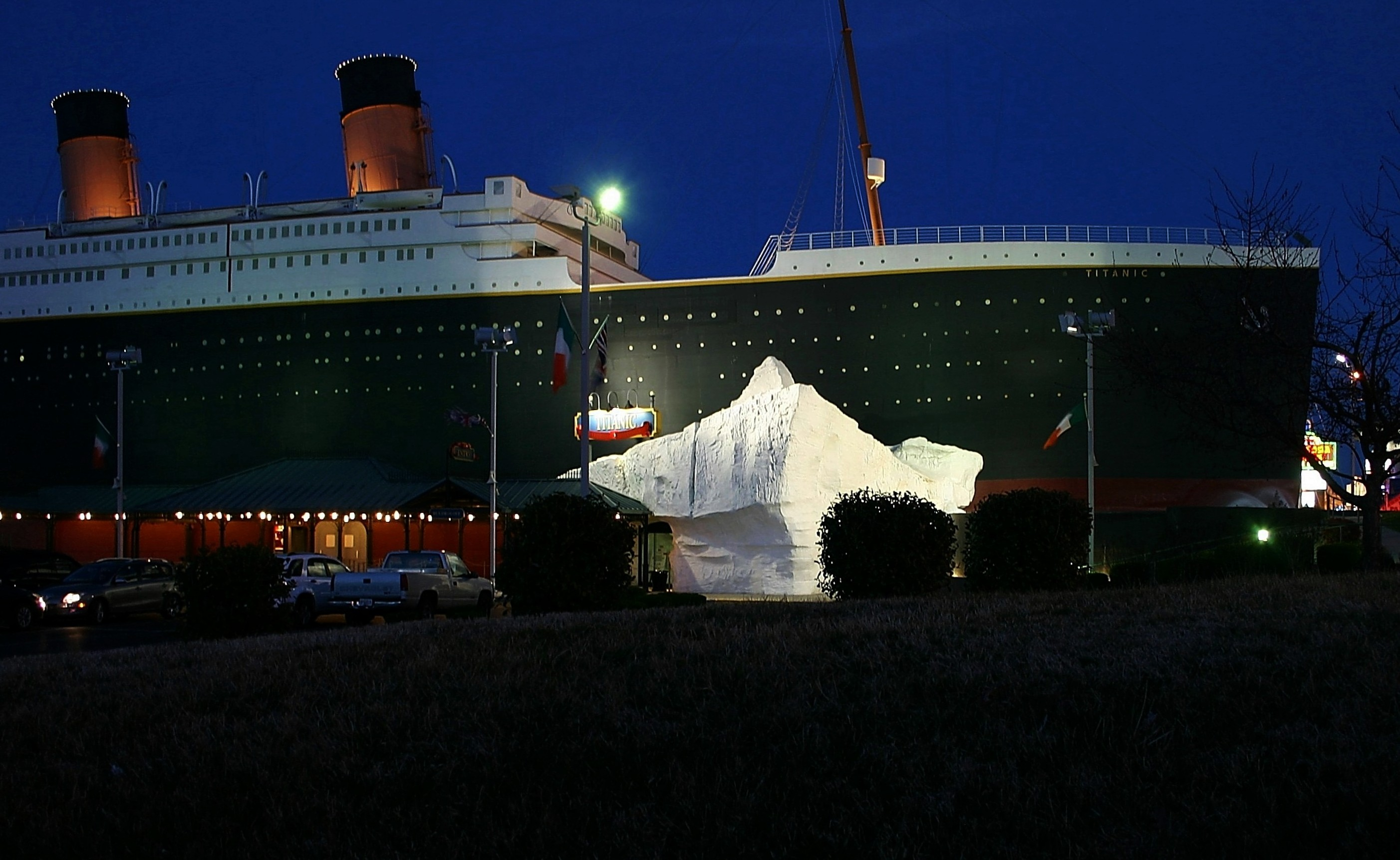
Das Titanic Museum

Branson verfügt über mehr als 50 Theater, die oft im Besitz von Country-, Schlager- und Entertainment-Stars sind, die teils auch selbst darin auftreten.
Zudem gibt es in Branson zahlreiche Museen, darunter eines von landesweit nur sechs Museen über US-Präsidenten. Das überregional bekannte Titanic Museum ist teils in einer Attrappe der vorderen Bughälfte der Titanic im Maßstab 1:2 untergebracht. Die Museumsammlung umfasst 400 Artefakte in 20 Galerien sowie einen Nachbau der berühmten Haupttreppe der TITANIC in Originalgröße.
Seit Mai 2009 befindet sich 15 Kilometer vom Stadtzentrum entfernt der erste privat erbaute und betriebene Flughafen (IATA-Code BKG) der USA, der in einer ersten Ausbaustufe für 500.000 Fluggäste im Jahr ausgelegt ist.

## Mit Branson verbundene Persönlichkeiten
- Janet Dailey, Schriftstellerin
- Barbara Fairchild, Country- und Gospel-Sängerin
- The Lennon Sisters, amerikanische Gesangsgruppe
- Tony Orlando, Popsänger
- The Petersens, Bluegrass-Familienband
- Southern Raised, Bluegrass-Band
- Dalton Risner, American-Football-Spieler
- Jim Stafford, Sänger und Songwriter
- Ray Stevens, Country- und Pop-Sänger
- Andy Williams, Sänger
- Barry Williams, Schauspieler
- Boxcar Willie, Country-Sänger und Songwriter